# Heazlewoodit
Heazlewoodit (IMA-Symbol Hzl) ist ein eher selten vorkommendes Mineral aus der Mineralklasse der „Sulfide und Sulfosalze“ mit der chemischen Zusammensetzung Ni3S2 und damit chemisch gesehen ein Nickelsulfid, genauer Trinickeldisulfid.
Heazlewoodit kristallisiert im trigonalen Kristallsystem und findet sich meist in Form von feinkörnigen bis massigen Mineral-Aggregaten. Selten bildet er auch winzige Kristalle aus. Das Mineral ist in jeder Form undurchsichtig (opak) und zeigt auf den Oberflächen der blass bronzefarbenen Oberflächen einen metallischen Glanz. Auch die Strichfarbe ist hellbronzefarben. Auf polierten Flächen erscheint Heazlewoodit allerdings gelblich bis cremefarben.

## Etymologie und Geschichte
Entdeckt wurde Heazlewoodit erstmals in Mineralproben aus der Nickelgrube Lord Brassey (englisch Lord Brassey Mine) im Distrikt Heazlewood innerhalb des Waratah-Wynyard Municipality im australischen Bundesstaat Tasmanien. Analysiert wurde das von W. F. Petterd entdeckte Material durch James Dwight Dana. Dieser stellte fest, dass es sich um ein bisher unbekanntes Mineral handelte und schlug den Namen Heazlewoodit vor. J. H. Smith publizierte die Neuentdeckung 1897 im Report of the Secretary for Mines.
Das Typmaterial des Minerals wird im National Museum of Natural History (NMNH) in Washington, D.C. unter der Inventar-Nummer R00641 aufbewahrt.
Da der Heazlewoodit bereits lange vor der Gründung der International Mineralogical Association (IMA) bekannt und als eigenständige Mineralart anerkannt war, wurde dies von ihrer Commission on New Minerals, Nomenclature and Classification (CNMNC) übernommen und bezeichnet den Heazlewoodit als sogenanntes „grandfathered“ (G) Mineral. Die seit 2021 ebenfalls von der IMA/CNMNC anerkannte Kurzbezeichnung (auch Mineral-Symbol) von Heazlewoodit lautet „Hzl“.

## Klassifikation
In der zuletzt 1977 überarbeiteten 8. Auflage der Mineralsystematik nach Strunz gehörte der Heazlewoodit zur Mineralklasse der „Sulfide und Sulfosalze“ und dort zur Abteilung „Sulfide etc. mit M : S > 1 : 1“, wo er zusammen mit Oregonit die „Heazlewoodit-Reihe“ mit der Systemnummer II/A.06 bildete.
In der zuletzt 2018 überarbeiteten Lapis-Systematik nach Stefan Weiß, die formal auf der alten Systematik von Karl Hugo Strunz in der 8. Auflage basiert, erhielt das Mineral die System- und Mineralnummer II/B.12-040. Dies entspricht ebenfalls der Abteilung „Sulfide, Selenide und Telluride mit dem Stoffmengenverhältnis Metall : S,Se,Te > 1 : 1“, wo Heazlewoodit zusammen mit Laflammeit, Oregonit, Parkerit, Pašavait, Rhodplumsit und Shandit eine unbenannte Gruppe mit der Systemnummer II/B.12 bildet.
Auch die von der IMA zuletzt 2009 aktualisierte 9. Auflage der Strunz’schen Mineralsystematik ordnet den Heazlewoodit in die Abteilung der „Metallsulfide, M : S > 1 : 1 (hauptsächlich 2 : 1)“ ein. Diese ist weiter unterteilt nach den in der Verbindung vorherrschenden Metallen, so dass das Mineral entsprechend seiner Zusammensetzung in der Unterabteilung „mit Nickel (Ni)“ zu finden ist, wo es als einziges Mitglied eine unbenannte Gruppe mit der Systemnummer 2.BB.05 bildet.
In der vorwiegend im englischen Sprachraum gebräuchlichen Systematik der Minerale nach Dana hat Heazlewoodit die System- und Mineralnummer 02.05.03.01. Dies entspricht ebenfalls der Klasse der „Sulfide und Sulfosalze“ und dort der Abteilung „Sulfidminerale“, wo das Mineral als einziges Mitglied in einer unbenannte Gruppe mit der Systemnummer 02.05.03 innerhalb der Unterabteilung „Sulfide – einschließlich Seleniden und Telluriden – mit der Zusammensetzung AmBnXp, mit (m+n) : p = 3 : 2“ zu finden ist.

## Chemismus
In der idealen (stoffreinen) Zusammensetzung von Heazlewoodit (Trinickeldisulfid; Ni3S2) besteht das Mineral aus Nickel (Ni) und Schwefel (S) im Stoffmengenverhältnis von 3 : 2. Dies entspricht einem Massenanteil (Gewichtsprozent) von 73,30 Gew.-%Ni und 26,70 Gew.-%S.
Natürliche Mineralbildungen von Heazlewoodit weichen im Allgemeinen von der Idealzusammensetzung ab. So wurden bei der Analyse des Typmaterials aus Tasmanien 72,13 Gew.-%Ni und 25,96 Gew.-%S sowie als formelfremde Fremdbeimengungen 0,55 Gew.-%Eisen (Fe) und 0,59 Gew.-% nicht weiter aufgelöste Elemente gemessen.

## Kristallstruktur
Heazlewoodit kristallisiert in der trigonalen Raumgruppe R32 (Raumgruppen-Nr. 155) mit den Gitterparametern a = 5,74 Å und c = 7,14 Å sowie 3 Formeleinheiten pro Elementarzelle.
| Kristallstruktur von Heazlewoodit |
| --- |
| - mit Blickrichtung parallel zur a-Achse - räumliche Darstellung in der kristallographischen Standardausrichtung - rechtwinklig zum Rhomboeder |
| Farblegende: 0 _ Ni 0 _ S |

## Eigenschaften

### Morphologie
Die seltenen Kristallbildungen in lockeren Aggregatformen zeigen würfelähnliche Rhomboeder-Formen. Er kann aber auch tafelige Kristalle bilden.

### Physikalische Eigenschaften
Im Allgemeinen gilt Heazlewoodit als unmagnetisch, allerdings ließ er sich während der ersten Untersuchungen in Pulverform ähnlich wie Pyrrhotin von einem Magneten angeziehen.
Die Mohshärte von Heazlewoodit beträgt 4, jedoch soll sie geringer sein als die von Pentlandit und Millerit. Die Talmage-Härte (nach S. B. Talmage) wird mit C+ angegeben.

## Bildung und Fundorte
Nach Kullerud ist Heazlewoodit nur bis zu einer Temperatur von maximal 556 °C stabil sein, was eine magmatische Bildung ausschließt. Das Mineral ist wahrscheinlich hydrothermalen Ursprungs und bildet sich als Sekundärmineral bei niedrigen Temperaturen in serpentinisierten Duniten, Lherzolithen und Ophiolithen sowie in geschichteten mafischen Intrusionen, Chromititen und Mantelxenolithen. Als Begleitminerale können unter anderem Awaruit, Chalkopyrit, Chromit, Cubanit, Mackinawit, Magnetit, Millerit, Orcelit, Pentlandit, Platingruppen-Minerale, Shandit, Violarit und Zaratit
Als eher seltene Mineralbildung kann Heazlewoodit an verschiedenen Orten zum Teil zwar reichlich vorhanden sein, insgesamt ist er jedoch wenig verbreitet. Weltweit sind bisher rund 240 Vorkommen dokumentiert (Stand 2025). Außer an seiner Typlokalität in der Nickelgrube Lord Brassey im Distrikt Heazlewood trat das Mineral auf Tasmanien noch in mehreren Nickelgruben und Lagerstätten in der West Coast Municipality und am Andersons Creek nahe Beaconsfield auf. Daneben wurde Heazlewoodit in Australien noch in einem Serpentinit-Vorkommen bei Coolac im Harden County (New South Wales) sowie an verschiedenen Orten im Coolgardie Shire, Kalgoorlie-Boulder Shire, Kondinin Shire, Leonora Shire, Menzies Shire und Wiluna Shire in Western Australia gefunden.
Der bisher einzige bekannte Fundort in Deutschland ist ein Gabbro-Steinbruch (auch Bärensteinbruch) im Radautal bei Bad Harzburg in Niedersachsen.
In Österreich fand sich Heazlewoodit bisher unter anderem in einem Serpentinit-Steinbruch und in der Umgebung von Hirt nahe den Gemeinden Friesach und Micheldorf in Kärnten, am Nordhang vom Brennkogel nahe Fusch an der Grossglocknerstrasse in Salzburg sowie an einem Serpentinit-Aufschluss am Eibegggraben bei Breitenau am Hochlantsch, in Mineralproben aus Straßenbau-Aufschlüssen bei Traföß und Kirchdorf in Pernegg an der Mur, an mehreren Stellen in der Gemeinde Leoben und bei Sankt Lorenzen bei Knittelfeld in der Steiermark.
In der Schweiz konnte das Mineral bisher nur im Serpentinit-Tagebau Quadrada und einem Steinbruch bei Poschiavo sowie auf der Totalp (auch Totalm) am Wolfgangpass im Kanton Graubünden, im Val Boschetto bei Palagnedra im Kanton Tessin und auf der Riffel Alp bei Zermatt im Kanton Wallis gefunden werden.
Weitere Fundorte liegen unter anderem in Ägypten, Albanien, Angola, Belarus, Brasilien, Bulgarien, Chile, China, Costa Rica, Finnland, Frankreich, Griechenland, Grönland, Indien, Indonesien, Iran, Israel, Italien, Jamaica, Japan, Kamerun, Kanada, Kasachstan, Kuba, Madagaskar, Marokko, Mexiko, der Mongolei, Neuseeland, Norwegen, Oman, Osttimor, Pakistan, Polen, Rumänien, Russland, der Slowakei, Spanien, Südafrika, Tansania, Tschechien, Türkei, Ungarn, im Vereinigten Königreich, den Vereinigten Staaten und Vietnam.